# Les Seigneurs des abîmes
Pour plus de détails, voir Fiche technique et Distribution.
Les Seigneurs des abîmes (Lords of the Deep) est un film d'horreur de science fiction américain réalisé par Mary Ann Fisher, sorti en 1989.

## Fiche technique
- Réalisation : Mary Ann Fisher
- Scénario : Howard R. Cohen et Daryl Haney
- Producteur : Roger Corman
- Photographie : Austin McKinney
- Musique : Jim Berenholtz
- Montage : Nina Gilberti
- Genre : horreur, science fiction
- Distributeur : Concorde Pictures
- Durée : 78 minutes
- Date de sortie : 21 avril 1989

## Distribution
- Bradford Dillman : Stuart Dobler
- Priscilla Barnes : Dr Claire McDowell
- Daryl Haney : Jack O'Neill
- Melody Ryane : Dr Barbara Stottelmyre
- Eb Lottimer : Thomas Seaver
- Greg Sobeck : Stanley Engel
- Richard Young : Raymond Chadwick
- Stephen Davies : Robert Fernandez
- Roger Corman : un dirigeant d'entreprise